# Steve Angello
Steve Angello, född Steve Patrik Angello Josefsson Fragogiannis den 22 november 1982 i Solna, är en svensk DJ och musikproducent. Han är bland annat medlem i den svenska houseproducent- och DJ-gruppen Swedish House Mafia där han arbetar med bland andra Sebastian Ingrosso och Axwell.
Hans senaste album släpptes på hans skivbolag Size Records 27 april 2018.

## Bakgrund
Angello föddes i Solna. Hans far är grek och hans mor är svensk. Angello höll inledningsvis på med hiphop och 1970-talsmusik innan han bytte inriktning till house. Han är idag en av de mest framgångsrika artisterna inom house-genren. Idag producerar han housemusik och är en del av Swedish House Mafia tillsammans med Axwell och Sebastian Ingrosso.
Angello och Ingrosso möttes första gången då de var åtta år. Ingrosso träffade för första gången Axwell (Axel Hedfors) på sin födelsedag på en restaurang. Axwell bjöds till hans studio den dagen. Han och Angello hade hört Axwells tidigare låtar.
Sedan 2003 äger Angello skivbolaget Size Records. Skivbolaget åker ut på turnéer till olika städer i hela världen. Trogna medlemmar i Size är Steve Angello, An21 och Max Vangeli. Bolaget har släppt låtar av artister som exempelvis An21, Max Vangeli, Third Party, Junior Sanchez, Sebjak, Tim Mason, Kim Fai, Moguai och Qulinez.
Angello har bland annat gjort låtarna Open Your Eyes (Med Alex Metric), Tim Mason - The Moment (Steve Angello Edit), och Disco Construction - Can't Get Enough (Steve Angello re-mode).
Andra låtar som Steve Angello gjort tillsammans med Swedish House Mafia är Save The World (med John Martin), One (med Pharrel Williams), Greyhound, Antidote (med Knife Party), Miami 2 Ibiza (med Tinie Tempah) och Don't You Worry Child (med John Martin).
Angello var sommarpratare i Sveriges radios Sommar i P1 den 2 augusti 2014.
Han är gift med svenska designern Isabel Adrian och tillsammans har de två döttrar födda 2010 respektive 2012.

## Bilder från gratiskonserten i Stockholm 2014

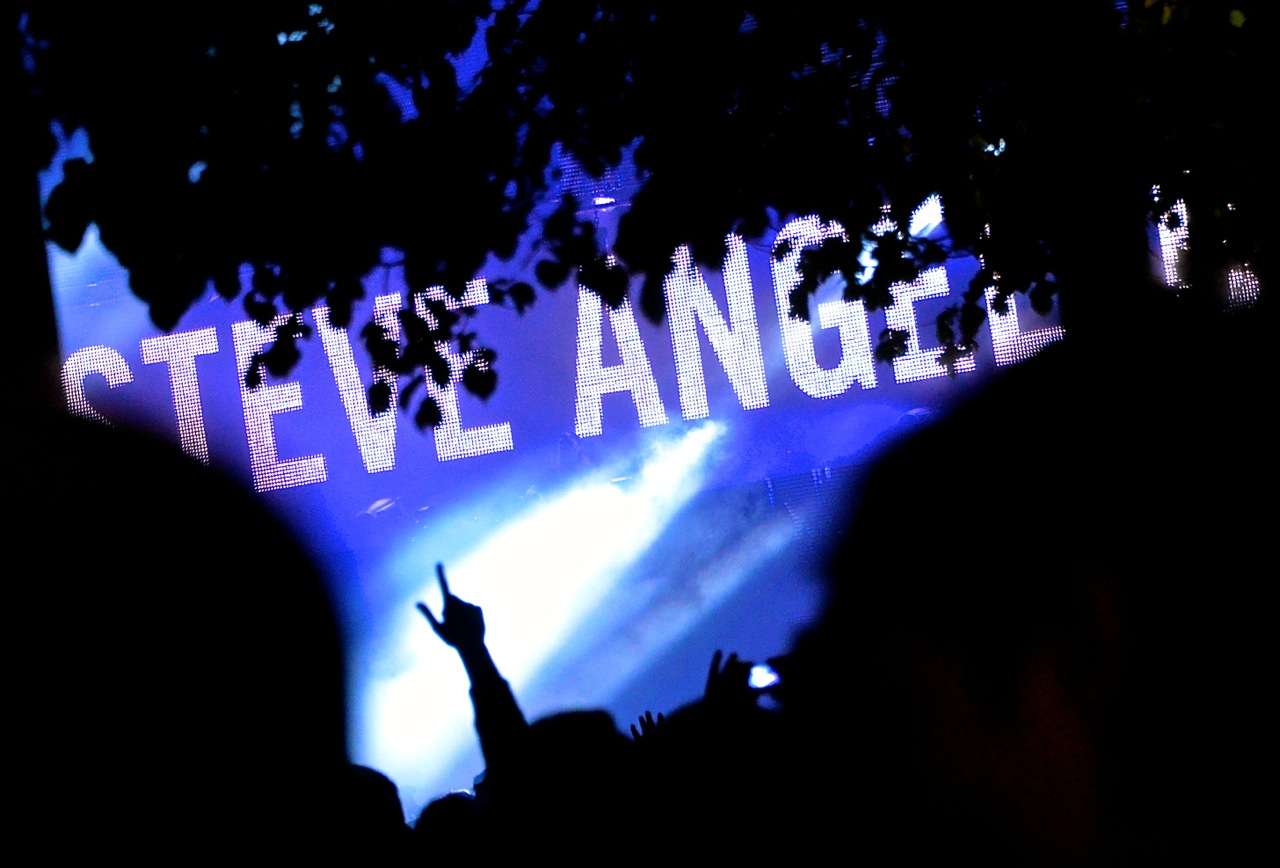
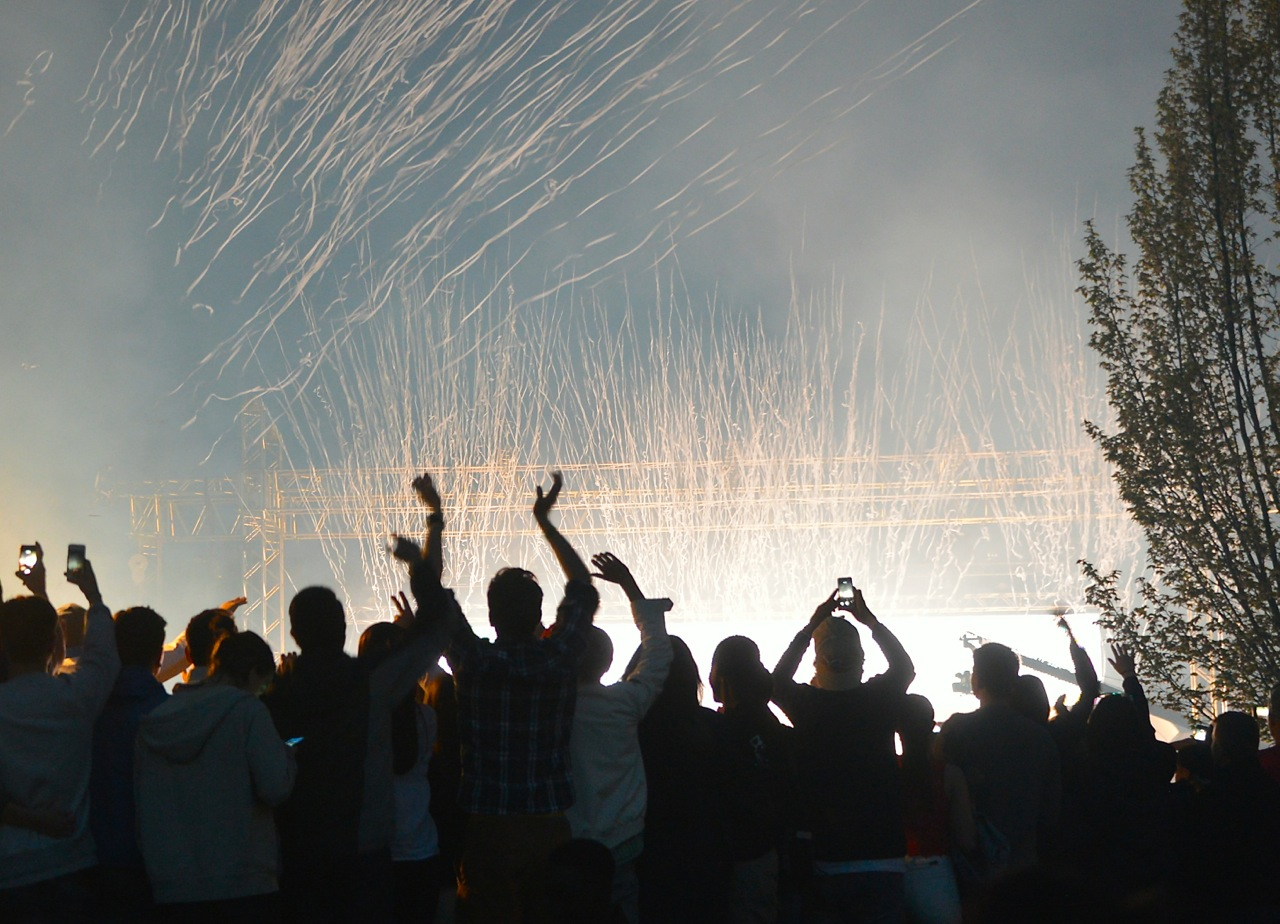
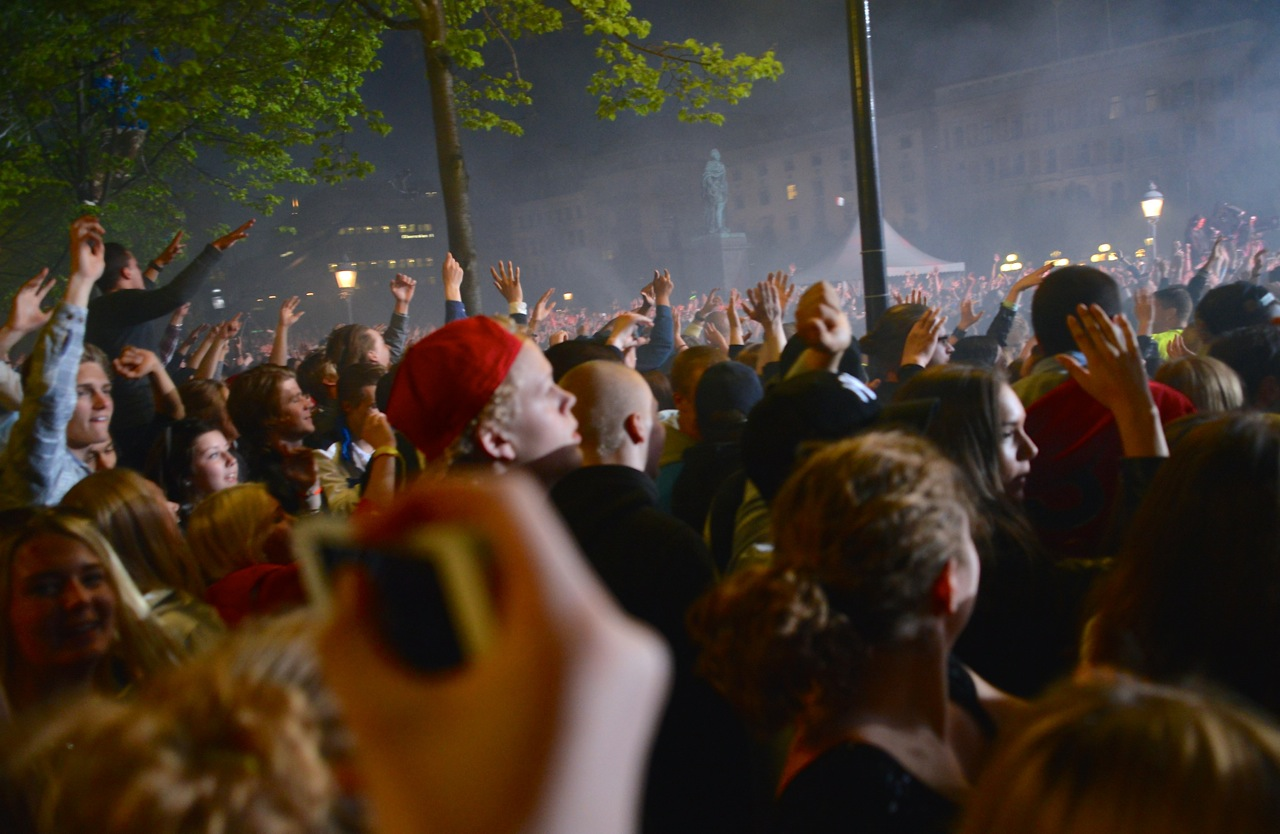
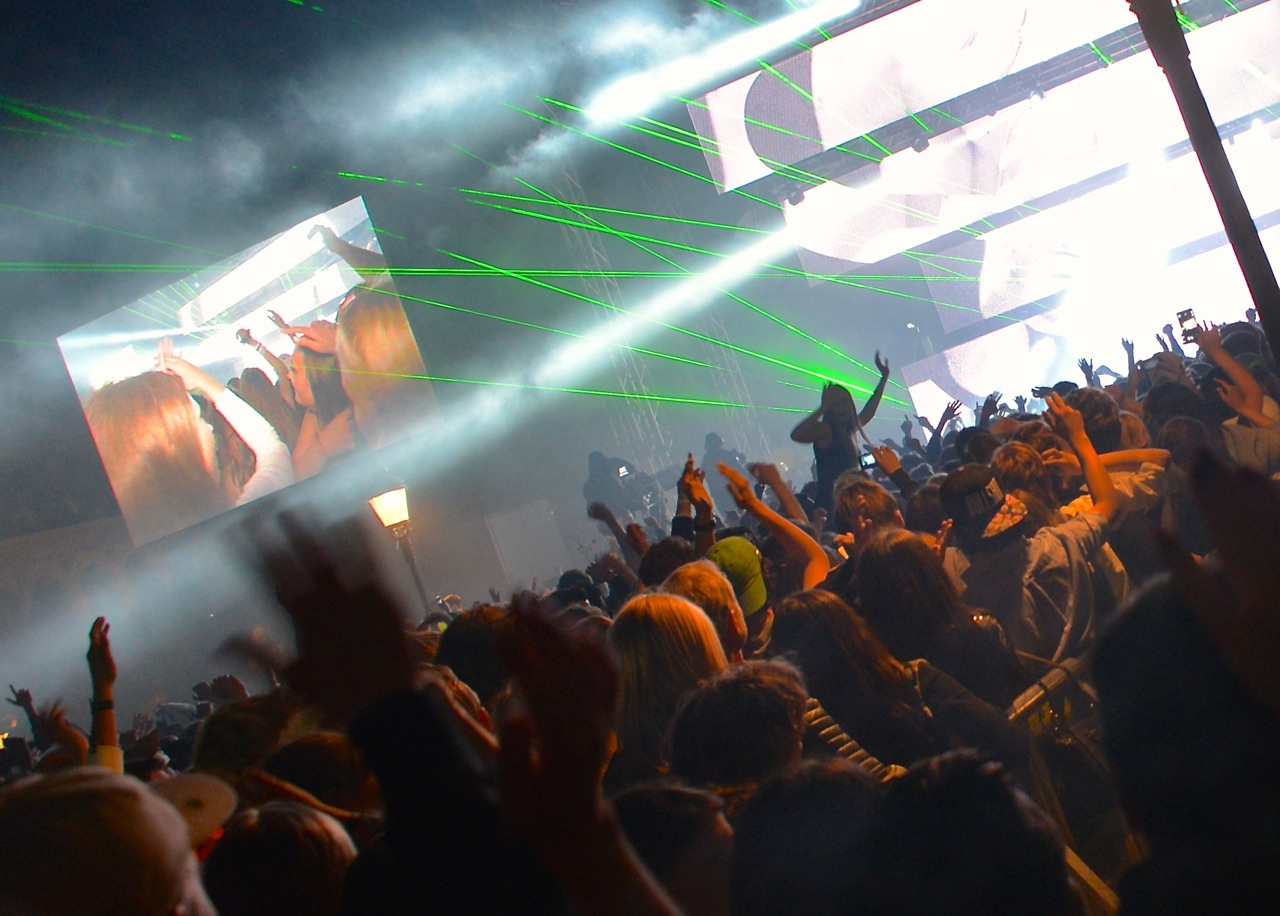
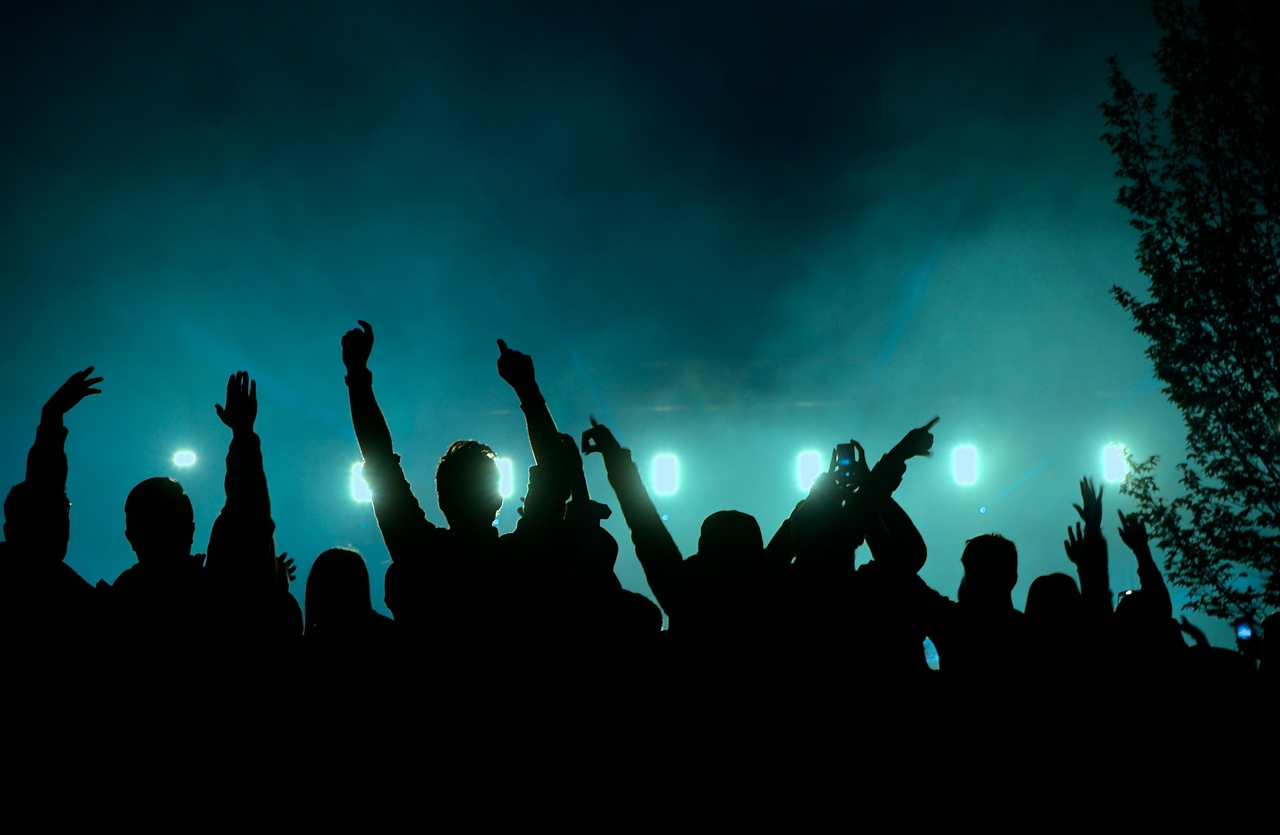
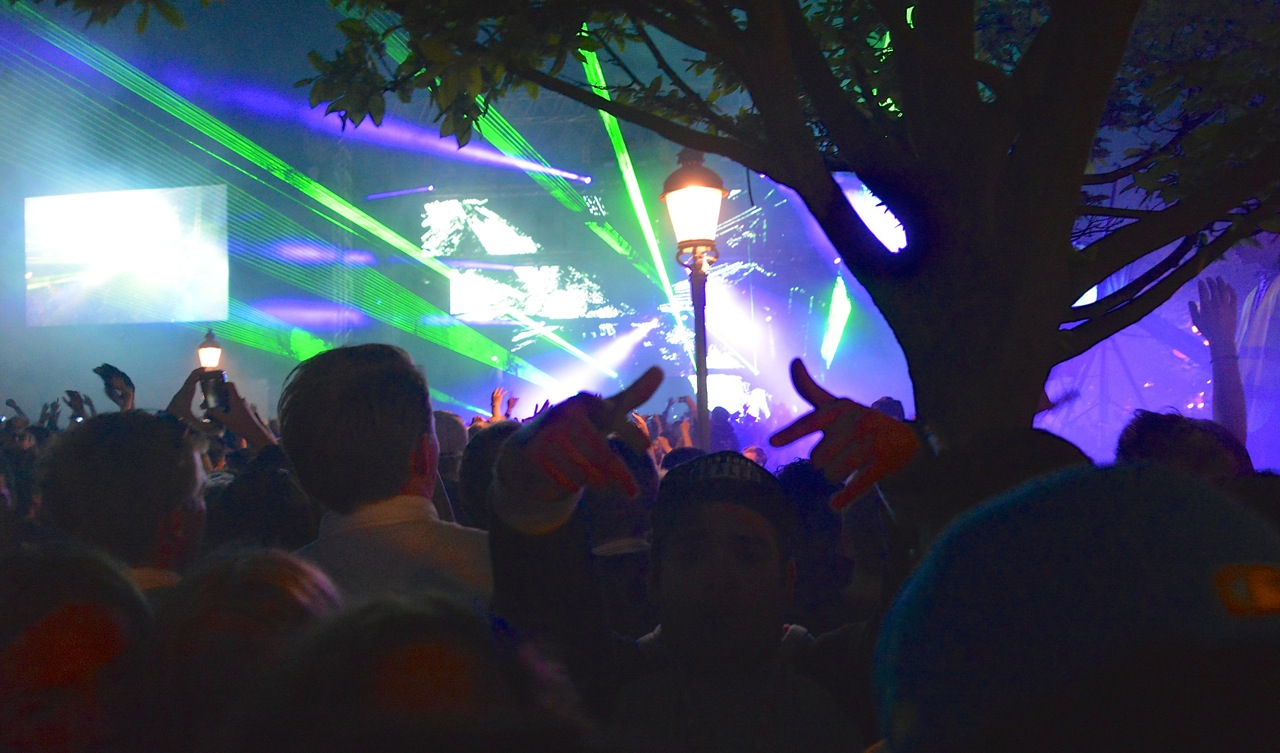

## Singlar
- 2001 Outfunk (Steve Angello & Sebastian Ingrosso)-Bumper
- 2001 Outfunk (Steve Angello & Sebastian Ingrosso)- All I Can Take
- 2001 Outfunk (Steve Angello & Sebastian Ingrosso)- I Am The One
- 2002 Outfunk (Steve Angello & Sebastian Ingrosso)- Echo Vibes
- 2003 Outfunk (Steve Angello & Sebastian Ingrosso)- Lost In Music
- 2003 Steve Angello- Young as Funk
- 2003 Steve Angello- Rhythm Style
- 2003 Steve Angello- Dirty Pleasure
- 2003 A&P Project (Steve Angello & Eric Prydz)- Sunrize
- 2003 Steve Angello- Push Em' Up
- 2003 Steve Angello- Player
- 2003 Steve Angello- Close 2 Pleasure
- 2003 Steve Angello- Oche
- 2003 Steve Angello- Fresh Coffee
- 2003 The Sinners (Steve Angello & Sebastian Ingrosso)- One Feeling
- 2003 The Sinners (Steve Angello & Sebastian Ingrosso)- Keep On Pressing
- 2003 The Sinners (Steve Angello & Sebastian Ingrosso)- Sad Girls
- 2003 The Sinners (Steve Angello & Sebastian Ingrosso)- Under Pressure
- 2003 Steve Angello - Voices
- 2004 Steve Angello- Only Man
- 2004 Steve Angello & Sebastian Ingrosso- Yo Yo Kidz
- 2004 Steve Angello- Yourself
- 2004 Steve Angello- Wear It Out
- 2004 Steve Angello- Funked
- 2004 Steve Angello- Sansation
- 2004 Steve Angello- Tribal Inc.
- 2004 Steve Angello- The Rain
- 2004 Steve Angello- Summer Noize
- 2004 Steve Angello- Humanity 2 Men
- 2004 Mode Hookers (Steve Angello & Sebastian Ingrosso)- Swing Me Daddy
- 2004 General Moders (Steve Angello & Sebastian Ingrosso)- Touch The Sky
- 2004 Steve Angello & Dave Armstrong - Groove In You
- 2004 Steve Angello - The Look (I Feel Sexy)
- 2004 Eric Prydz & Steve Angello - Woz Not Woz
- 2005 Steve Angello- Acid
- 2005 Steve Angello- Euro
- 2005 Who's Who?- Not So Dirty
- 2005 Who's Who ?- Copycat
- 2005 Steve Angello & Sebastian Ingrosso- Yeah
- 2005 Who's Who ?- Lipstick
- 2005 Fuzzy Hair vs. Steve Angello - In Beat
- 2005 Steve Angello & Sebastian Ingrosso- 82-83
- 2005 Buy Now - For Sale (with Sebastian Ingrosso)
- 2006 Steve Angello & Laidback Luke - Otherwize Then
- 2006 Who's Who? - Sexy F**k
- 2006 Supermode - Tell Me Why (with Axwell)
- 2006 Steve Angello - Be (Original Mix)
- 2006 Steve Angello - Teasing Mr. Charlie / Straight
- 2007 Steve Angello & Laidback Luke - Be
- 2007 Axwell, Angello, Ingrosso & Laidback Luke - Get Dumb
- 2007 Steve Angello - Sansation
- 2007 Steve Angello - Tricky
- 2007 Steve Angello & Sebastian Ingrosso - Umbrella
- 2008 Steve Angello & Sebastian Ingrosso- 555
- 2008 Who's Who?- Klack
- 2008 Steve Angello - Gypsy
- 2008 Buy Now! - Body Crash (with Sebastian Ingrosso)
- 2008 Steve Angello & Sebastian Ingrosso - Partouze
- 2008 Mescal Kid - Magic
- 2009 Mescal Kid - Do You Want It ?
- 2009 Steve Angello - Rolling
- 2009 Steve Angello - La Candela Viva
- 2009 Steve Angello & Laidback Luke featuring Robin S. - "Show Me Love" UK #11
- 2009 Steve Angello - Alpha Baguera
- 2009 Steve Angello & AN21 - Flonko
- 2009 Steve Angello - Isabel
- 2009 Axwell, Sebastian Ingrosso, Steve Angello, Laidback Luke Feat. Deborah Cox - Leave the World Behind
- 2009 Steve Angello - Monday
- 2009 Steve Angello - Tivoli
- 2009 Steve Angello & AN21 - Valodja
- 2010 Steve Angello & Ch - KNAS
- 2010 Steve Angello - Rave 'N' Roll
- 2011 Steve Angello & Alex Metric - Open Your Eyes
- 2012 AN21 & Max Vangeli vs Steve Angello - H8RS
- 2012 Steve Angello - Yeah
- 2012 Steve Angello & Third Party - Lights
- 2013 Steve Angello vs Matisse & Sadko - SLVR
- 2014 Steve Angello X Dimitri Vangelis & Wyman - Payback
- 2014 Steve Angello Feat. Mako - Children of the Wild (Wild Youth)
- 2014 Steve Angello feat. Dougy from The Temper Trap - Wasted Love